# Велики лов
Велики лов (енгл. The Great Hunt) је епско-фантастични роман америчког писца Роберта Џордана, који представља друго остварење у серијалу Точак времена. Објавила га је издавачка кућа Tor Books 15. новембра 1990. године. Роман се састоји из пролога и 50 поглавља. Прича прате младе јунаке Ранда ал’Тора, Мета Каутона и Перина Ајбару, који се придружују војницима из Шијенара у потрази за Рогом Валера. У исто време, Егвена ал’Вер, Нинаева ал’Мира и Елејна Траканд одлазе до Беле куле у Тар Валону да науче начине Аес Седаи.
Књигу је у Србији објавила издавачка кућа Лагуна 2003. године, у преводу Ивана Јовановића.

## Радња
Вековима су путујући забављачи приповедали приче о изгубљеном Рогу Валера; легендарном рогу који ће из мртвих подићи јунаке свих Доба. Рог је откривен – да би одмах потом био украден, заједно са бодежом Шадар Логота, од којег зависи живот пријатеља Ранда ал’Тора, Мета. Монументални задатак проналажења и враћања свом тежином пада на Рандова млада плећа, јер ако настави започето, испуниће судбину од које би жарко желео да побегне. Али потрага за Рогом Валера само је почетак Рандовог дугог путовања у непознато.